# Queen's Park Football Club
El Queen's Park Football Club és un club de futbol escocès de la ciutat de Glasgow. Els seus colors tradicionals són el blanc i el negre a franges horitzontals.

## Història

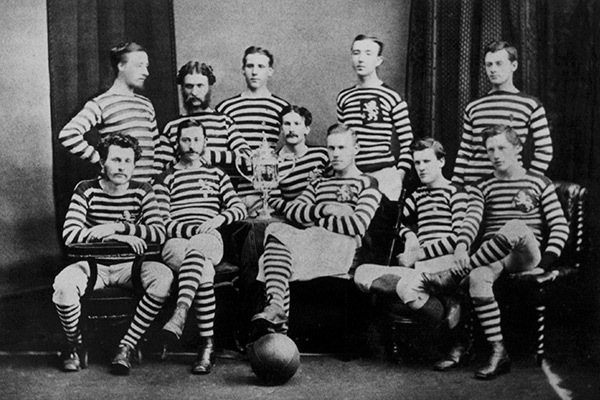
Equip campió de copa l'any 1874.

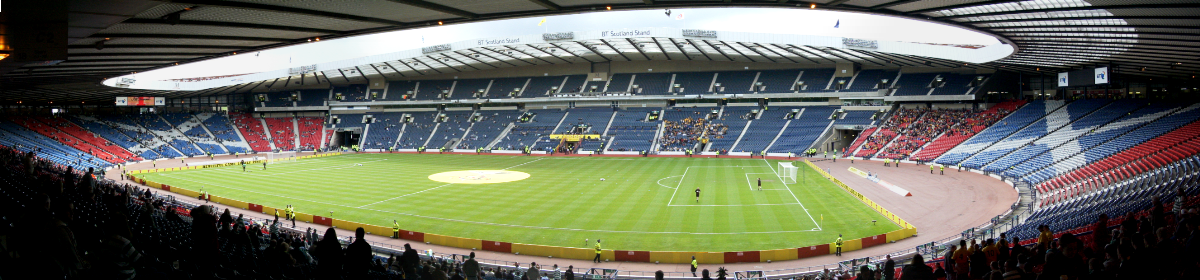
Interior de Hampden Park.

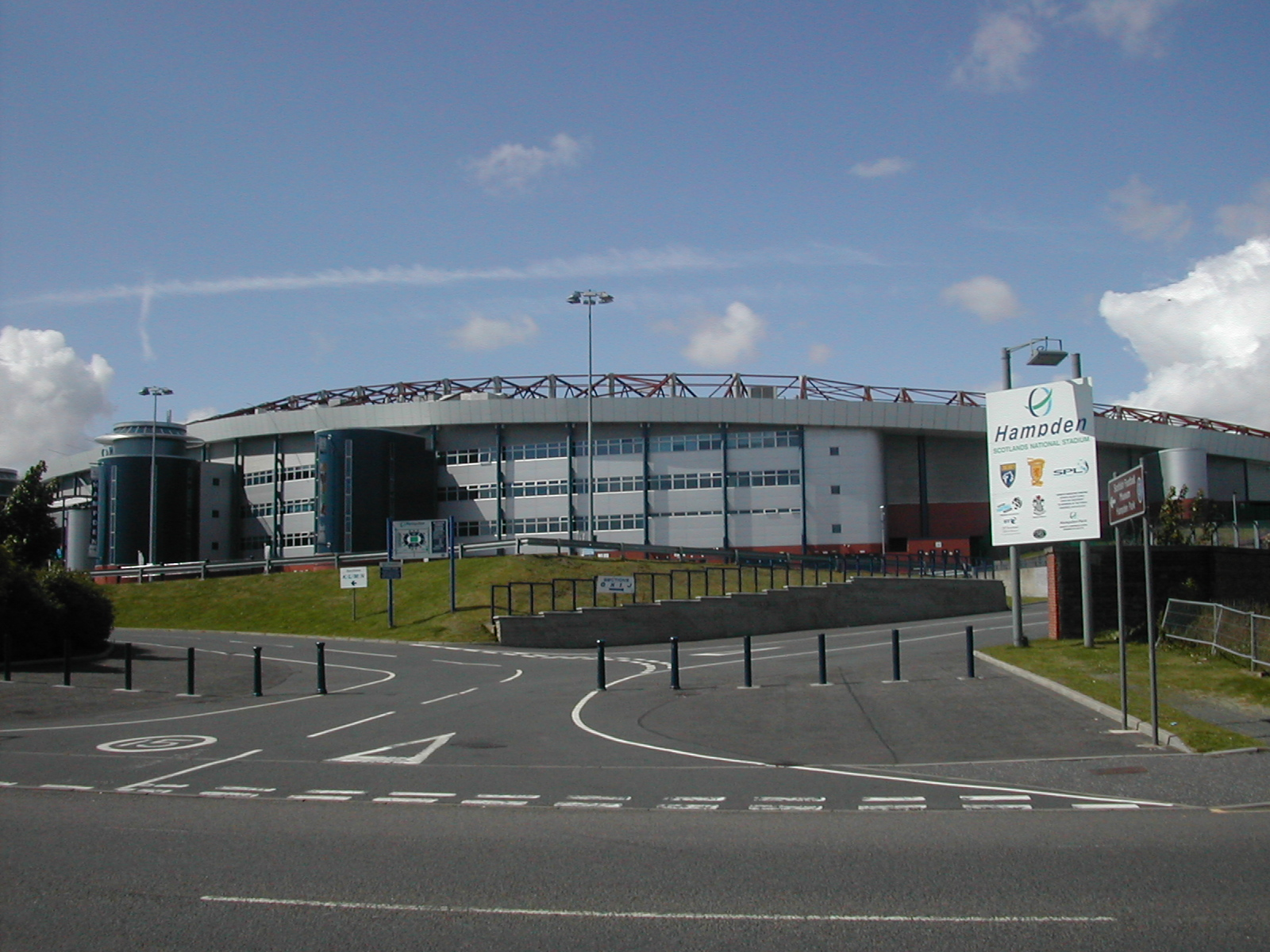
Hampden Park.

El Queen's Park va ser fundat el 9 de juliol de 1867, essent el club en actiu més antic del país. El club històricament refusà el professionalisme no permetent futbolistes professionals i el 1890 refusà unir-se a la recent formada lliga escocesa. El 1900 ingressà a la lliga però li fou concedit un estatus especial essent protegit de baixar a segona divisió, fet que s'abolí el 1922.
Fou dos cops finalista de la Copa anglesa, ambdós cops enfront del Blackburn Rovers, els anys 1884 i 1885. Ha estat 10 cops campió de la Copa escocesa.
Disputa els seus partits a Hampden Park.

## Jugadors destacats
- Charles Campbell
- Ronnie Simpson
- Robert W Gardner
- Alex Ferguson
- Malky MacKay
- Simon Donnelly
- John Lambie
- Andrew Watson
- Alan Morton
- Jack Harkness
- Robert Smith McColl
- Ian McCall
- Andy Roxburgh
- Bobby Brown
- Mustafa Mansour
- Aiden McGeady

## Palmarès
- Segona divisió escocesa: 1923, 1956
- Tercera divisió escocesa: 1981
- Quarta divisió escocesa: 2000
- Copa escocesa de futbol: 1874, 1875, 1876, 1880, 1881, 1882, 1884, 1886, 1890, 1893[3]
- Glasgow Cup: 1889, 1890, 1899, 1946
- Sheriff of London Charity Shield  1899
- Glasgow League: 1897
- Charity Cup: 1877, 1878, 1880, 1881, 1883, 1884, 1885, 1891.